# Campeonato Europeo de Judo de 1986
El XXXIV Campeonato Europeo de Judo se celebró en dos sedes distintas: el campeonato masculino en Belgrado (Yugoslavia) entre el 8 y el 11 de mayo y el femenino en Londres (Reino Unido) entre el 14 y el 16 de mayo de 1986 bajo la organización de la Unión Europea de Judo (EJU).

## Medallistas

### Masculino
| Evento            | Oro                           | Plata                        | Bronce                                                   |
| ----------------- | ----------------------------- | ---------------------------- | -------------------------------------------------------- |
| –60 kg            | József Csák · Hungría         | Peter Jupke RFA              | Patrick Roux Francia Jazret Tletseri URSS                |
| –65 kg            | Yuri Sokolov URSS             | Joachim Brenner RFA          | Janusz Pawłowski · Polonia · Marc Alexandre · Francia    |
| –71 kg            | Bertalan Hajtós · Hungría     | Kerrith Brown Reino Unido    | Wiesław Błach · Polonia · Ezio Gamba · Italia            |
| –78 kg            | Frank Wieneke RFA             | Marcel Pietri Francia        | Waldemar Legień · Polonia · Ramon Pink · RDA             |
| –86 kg            | Peter Seisenbacher · Austria  | Ben Spijkers · Países Bajos  | Fabien Canu · Francia · János Gyáni · Hungría            |
| –95 kg            | Robert Van de Walle · Bélgica | Roger Vachon Francia         | Jerzy Kolanowski · Polonia · Jiří Sosna · Checoslovaquia |
| +95 kg            | Willy Wilhelm · Países Bajos  | Henry Stöhr RDA              | Grigori Verichev · URSS · Clemens Jehle · Suiza          |
| Categoría abierta | Henry Stöhr RDA               | Peter Seisenbacher · Austria | Roger Vachon Francia Grigori Verichev URSS               |

### Femenino
| Evento            | Oro                           | Plata                           | Bronce                                                       |
| ----------------- | ----------------------------- | ------------------------------- | ------------------------------------------------------------ |
| –48 kg            | Karen Briggs Reino Unido      | Dolores Veguillas Díaz · España | Anita van der Pas · Países Bajos · Fabienne Boffin · Francia |
| –52 kg            | Dominique Maaoui-Brun Francia | Edith Hrovat · Austria          | Joanna Majdan · Polonia · Loretta Doyle · Reino Unido        |
| –56 kg            | Béatrice Rodriguez Francia    | Domenica Soraci · Italia        | Maria Gontowicz-Szałas · Polonia · Ann Hughes · Reino Unido  |
| –61 kg            | Diane Bell Reino Unido        | Ann De Brabandere · Bélgica     | Gabi Ritschel RFA Céline Géraud Francia                      |
| –66 kg            | Brigitte Deydier Francia      | Alexandra Schreiber RFA         | Elisabeth Karlsson · Suecia · Cristina Fiorentini · Italia   |
| –72 kg            | Irene de Kok · Países Bajos   | Barbara Claßen RFA              | Laëtitia Meignan · Francia · Ingrid Berghmans · Bélgica      |
| +72 kg            | Beata Maksymow · Polonia      | Sandra Bradshaw Reino Unido     | Regina Sigmund RFA Isabelle Paque Francia                    |
| Categoría abierta | Irene de Kok · Países Bajos   | Roswitha Hartl · Austria        | Christine Cicot Francia Karin Kutz RFA                       |

## Medallero
| Núm. | País           | Oro | Plata | Bronce | Total |
| ---- | -------------- | --- | ----- | ------ | ----- |
| 1    | Francia        | 3   | 2     | 9      | 15    |
| 2    | Países Bajos   | 3   | 1     | 1      | 5     |
| 3    | Reino Unido    | 2   | 2     | 2      | 6     |
| 4    | Hungría        | 2   | 0     | 1      | 3     |
| 5    | RFA            | 1   | 4     | 3      | 8     |
| 6    | Austria        | 1   | 3     | 0      | 4     |
| 7    | RDA            | 1   | 1     | 1      | 3     |
| 7    | Bélgica        | 1   | 1     | 1      | 3     |
| 9    | Polonia        | 1   | 0     | 6      | 7     |
| 10   | URSS           | 1   | 0     | 3      | 4     |
| 11   | Italia         | 0   | 1     | 2      | 3     |
| 12   | España         | 0   | 1     | 0      | 1     |
| 13   | Checoslovaquia | 0   | 0     | 1      | 1     |
| 13   | Suecia         | 0   | 0     | 1      | 1     |
| 13   | Suiza          | 0   | 0     | 1      | 1     |
|      | TOTAL          | 16  | 16    | 32     | 64    |